# Castillo de Gwrych
El Castillo de Gwrych es una casa de campo del siglo XIX que tiene categoría de monumento clasificado de Grado I, situado cerca de Abergele en el condado unitario de Conwy, en Gales del Norte.

## Historia
El Castillo de Gwrych fue construido entre 1819 y 1825 a petición de Lloyd Hesketh Bamford-Hesketh, abuelo de Winifred Cochrane, Condesa de Dundonald. Desde 1894 y hasta 1924, año en que murió la condesa, fue la residencia de la familia Dundonald. En su testamento la condesa legó el castillo al Rey Jorge V y al entonces Príncipe de Gales (quien posteriormente se convertiría en el Rey Eduardo VIII). Sin embargo, el regalo fue rechazado y el castillo pasó a la Venerable Orden de San Juan. En 1928, el Conde de Dundonald adquirió el castillo por 78.000 libras, vendiendo el contenido para cubrir el precio.
Durante la Segunda Guerra Mundial, el gobierno usó el castillo para albergar a 200 refugiados judíos. Después de la guerra, el castillo dejó de estar en manos de la familia Dundonal y fue abierto al público durante 20 años, atrayendo a numerosos visitantes. También fue usado como lugar de entrenamiento para el campeón mundial de boxeo de peso medio Randy Turpin a principios de la década de los 50. A principio de los 60 fue sede ocasional del famoso rally dragón y en los años 70 fue utilizado como centro de recreaciones medievales, atrayendo a los turistas con eventos como torneos de caballeros y banquetes de burla.
La última vez que el castillo abrió al público fue en 1985. Después de eso empezó a decaer. En 1989 fue adquirido por un empresario americano (Nick Tavaglione) por 750.000 libras. Sin embargo sus planes para renovar el edificio no se llevaron a cabo. Como resultado de ello el castillo fue saqueado y destrozado, llegando a ser más que ruinas abandonadas, aunque en 1996 fue usado como escenario para la película Príncipe Valiant, protagonizada por Edward Fox, Joanna Lumley y Katherine Heigl.
Mientras estuvo en propiedad de Tavaglione, el historiador Mark Baker luchó para que el castillo recobrara sus días de gloria, campaña que empezó cuando tenía doce años. Baker fue fundamental para formar el Fondo para la conservación del Castillo de Gwrych, dedicada a asegurar el futuro del castillo. Las condiciones del castillo fueron supervisadas por el Fondo, quien presionó al condado de Conwy para que comprase la propiedad, dicha presión terminó haciendo que el propietario americano pusiera en venta el castillo en marzo de 2006.
En enero de 2007 la empresa City Services Ltd., dueña de Clayton Homes y Hoteles Clayton, compró el castillo por 850.000 libras, después de que no se alcanzara el precio de venta previsto de 1.5 millones de libras en la subasta realizada el 2 de junio de 2006. El 30 de abril de 2007, la empresa anunció un proyecto de renovación de tres años y con un presupuesto de 6.000.000 de libras, para convertir el castillo en un hotel de 5 estrellas y 90 habitaciones, creando 100 puestos de trabajo. El proyecto conteo con la aprobación del Fondo. Hoteles Clayton invirtió medio millón en limpiar y reconstruir la zona. La empresa City Services fue puesta en administración externa en agosto de 2009, y el castillo fue vendido en abril de 2010 por 300.000 libras a la empresa Edward Property Management Ltd, que planeaba seguir con el proyecto de convertir el castillo en hotel.